# Pascal Kerkhove
Pascal Kerkhove is een Belgisch bestuurder, journalist en redacteur.

## Levensloop
Kerkhove begon zijn journalistieke carrière in 1988 als sportjournalist bij De Morgen. In 1992 maakte hij de overstap naar Het Volk, waar hij eveneens werkzaam was als sportjournalist. 
In 1997 ging hij aan de slag bij Gazet van Antwerpen, eerst als rubriekleider voetbal (1997 tot 1999), vervolgens als chef sportredactie (1999 tot 2007) en ten slotte als hoofdredacteur (2007 tot 2014).
Vervolgens ging hij aan de slag als directeur bij uitgeverij Politeia, een functie die hij vervulde tot 2016 toen hij redactiedirecteur werd van de Krant van West-Vlaanderen. Midden januari 2023 verliet hij het mediabedrijf Roularta, waar hij de leiding had van de kranten Krant van West-Vlaanderen en De Zondag.